# Ralph Kirby
Ralph Kirby (* 18. März 1884 in Birmingham; † 9. April 1946 in Spanien), auch bekannt als Conyers Kirby, war ein englischer Fußballspieler und -trainer. Mit dem FC Barcelona wurde er 1925 Spanischer Pokalsieger.

## Karriere
Kirby spielte ab 1905 für den englischen Southern-Football-League-Klub FC Fulham, für den er 4 Ligaspiele bestritt. 1906 wechselte er zum FC Birmingham, für den er am 6. September 1906 beim 2:4 gegen Newcastle United sein einziges Erstligaspiel in seiner Karriere bestritt. Später spielte er für den FC Blackpool und die unterklassigen Vereine Worcester City, FC Willenhall und Kidderminster Harriers, ehe er 1913 zum FC Fulham zurückkehrte.
Nachdem er 1918 seine Spielerkarriere beendet hatte, wurde er in Spanien zunächst Fußballschiedsrichter und Manager. 1922 wurde Kirby Trainer des CE Europa in Barcelona, den er 1923 zum Gewinn der katalanischen Meisterschaft führte. Im spanischen Pokal von 1923 scheiterte man erst im Finale mit 0:1 an Athletic Bilbao. Im Dezember 1924 wurde er Trainer des FC Barcelona, wo er Jesza Poszony ersetzte. Mit Barcelona gewann er 1925 die Katalanische Meisterschaft und durch einen 2:0-Finalsieg über den Arenas Club den Spanischen Pokal.
Nach seinem Abgang im September 1925 zu Athletic Bilbao wurde er in Barcelona im Februar 1926 durch Richard „Little Dombi“ Kohn ersetzt. Im Februar 1926 gewann er mit dem Verein die Meisterschaft des Baskenlandes, die im Oktober 1925 begann. Ende Mai 1926 beendete er seine Zeit in Spanien und kehrte nach England zurück.

## Erfolge
Trainer:
- Copa del Rey: 1925
- Katalanische Meisterschaft: 1923, 1925
- Meisterschaft des Baskenlandes: 1926